# Хецера
Хецера (груз. ხეცერა) — село в Грузии, на территории Зугдидского муниципалитета края (мхаре) Самегрело-Верхняя Сванетия.

## География
Село находится в западной части Грузии, на левом берегу реки Джуми, на расстоянии приблизительно 4 километров (по прямой) к югу от города Зугдиди, административного центра муниципалитета. Абсолютная высота — 101 метр над уровнем моря.

## Население
По результатам официальной переписи населения 2014 года в Хецере проживал 261 человек (141 мужчина и 120 женщин). В национальной структуре населения грузины составляли 99,6 %.
| Год  | Население, человек |
| ---- | ------------------ |
| 2002 | 320                |
| 2014 | ↘ 261              |